# Bazarzyńce
Bazarzyńce – wieś na Ukrainie w rejonie tarnopolskim należącym do obwodu tarnopolskiego.

Bazarzyńce, po rusku Bizaryńcie, wieś, pow. 
zbaraski, pół mili od Zbaraża. Należy do rzym. kat. i gr. kat. parafii w Zbarażu. Ludność 
rzym. kat. 58, gr. kat. 447, izrael. 9, razem 514. Przestrzeni obszar dworski posiada: roli ornych 
346 m., łąk i ogrodów 112 m., pastwisk 3 m., lasu 184 m.; włościanie posiadają: roli ornej 
798 m., łąk i ogrodów 79 m., pastwisk 97 m. Okolica falista, pagórkowata, grunt czarnoziem 
urodzajny, suchy, uprawie wszelkiego gatunku zbóz sprzyjający. Właściciel Eugeniusz książę de Ligne.

W II Rzeczypospolitej wieś w powiecie zbaraskim województwa tarnopolskiego.
W 1944 nacjonaliści ukraińscy z OUN-UPA zamordowali tutaj w różnych okolicznościach 20 Polaków.
Do 2020 w rejonie zbaraskim.